# 하진보
하진보(河晉寶, 1530년 6월 4일 ~ 1585년 10월 5일)은 조선 중기의 문신이다. 본관은 진주(晉州), 자는 덕재(德哉)이다. 어득강(魚得江)의 외손자이며, 하우치(河禹治)의 손자이다.

## 생애
1555년(명종 10) 문과에 급제해 승문원정자(承文院正字), 검열(檢閱), 봉교(奉敎), 대교(待敎)를 거쳤다.
1559년(명종 14) 주서(注書)로 재직 중 술을 마셔서 입계(入啓)한 문서의 글자가 해정(楷正)하지 못했으므로, 신문을 받고 곧 체직되었다.
이듬해 사서(司書), 또 그 이듬해 2월 정언(正言), 7월 병조좌랑(兵曹佐郞)을 거쳤다.
같은 해 동지사(冬至使)의 서장관(書狀官)으로 충당되어 북경(北京)에 사신으로 갔는데, 한어(漢語)에 능통해 역관이 필요하지 않았으므로, 명 사람들이 이를 칭찬했다고 한다.
1563년(명종 18) 5월 지평(持平), 10월 예조정랑(禮曹正郞), 11월 헌납(獻納)을 거쳐 1565년(명종 20) 다시 지평으로 임명되었다.
이듬해 사예(司藝)로서 강원도(江原道)에 파견되어 기민(飢民)의 진휼을 살폈으며, 또 그 이듬해 선산부사(善山府使)로 나가 1570년(선조 3)까지 재임했다.
1572년(선조 5) 안주목사(安州牧使)로 나갔는데, 중도에 병으로 사직하고 이듬해 내직으로 들어와 종부시정(宗簿寺正), 사복시정(司僕寺正), 장령(掌令), 사예를 거쳤다가 다시 성주목사(星州牧使)로 나갔다.
1575년(선조 8) 재상(災傷)으로 파직되어 돌아갔으며, 이듬해 상의원정(尙衣院正), 또 그 이듬해 예빈시정(禮賓寺正), 사예, 우통례(右通禮)를 거쳤다가 다시 김해부사(金海府使)로 나갔다.
1578년(선조 11) 사간(司諫)으로 소환되었으나 중도에 병으로 사직했으며, 이듬해 다시 밀양부사(密陽府使)로 나갔다.
1582년(선조 15) 남천(南川)의 배가 난파되어 체직되었으나, 사민(士民)들이 한 달 남짓 길을 막고 성을 에워쌌으므로, 유임되었다.
이듬해 파직당해 돌아왔으며, 1585년(선조 18) 좌통례(左通禮)로 임명되었으나, 왕명이 이르기 전에 향년 56세로 졸했다.

## 가족 관계
- 증조 - 하유(河鮪)[4] : 충무위부사과(忠武衛副司果)
  - 조부 - 하우치(河禹治, 1474년 ~ 1544년) : 안주목사(安州牧使)
    - 아버지 - 하숙(河淑, 1493년 ~ 1552년)[4]

  - 외조부 - 어득강(魚得江, 1470년 ~ 1550년)[4] : 대사간(大司諫) 
    - 어머니 - 함종 어씨(咸從 魚氏)
      - 형 - 하위보(河魏寶, 1526년 ~ ?)[4] : 생원(生員)
      - 동생 - 하국보(河國寶, 1539년 ~ ?)[4] : 생원
      - 첫째 부인 - 이공도(李公度)의 딸[1]
      - 둘째 부인 - 선전관(宣傳官) 정수익(鄭受益)의 딸[1]
        - 사위 - 정연(鄭沇, ? ~ 1592년)[1] : 정인홍(鄭仁弘, 1535년 ~ 1623년)의 외아들

      - 셋째 부인 - 신여근(辛汝謹)의 딸[1]